# Élections municipales de 2013 dans Lanaudière
Les élections municipales québécoises de 2013 se déroulent le 3 novembre 2013. Elles permettent d'élire les maires et les conseillers de chacune des municipalités locales du Québec, ainsi que les préfets de quelques municipalités régionales de comté.

## Lanaudière

### Saint-Alexis
Élection annulée en raison de la fusion de la municipalité de paroisse et de la municipalité de village de Saint-Alexis le 19 décembre 2012.
- Robert Perrault, maire de la municipalité de paroisse de Saint-Alexis, devient maire de la nouvelle municipalité.